# Parque nacional del Lago Butig
El Parque nacional del Lago Butig es un área protegida de las Filipinas situada en el municipio de Butig, Lanao del Sur, en la isla de Mindanao. El parque se extiende por una superficie de 68 hectáreas que comprenden el lago Butig y su bosque circundante. Fue declarado parque nacional en 1965 en virtud de la Ley de la República N.º 4190.
El lago Butig se encuentra en la parte sur de Lanao del Sur, a los pies de la sierra Butig.